# Eta Telescopii
Eta Telescopii (η Telescopii) è una stella nella costellazione australe del Telescopio. Di magnitudine apparente 5,03, dista 157 anni luce dal sistema solare e fa parte dell'Associazione di Beta Pictoris, un gruppo di stelle che condividono un moto comune nello spazio e che hanno la stessa origine.
Nel 1998, immagini riprese dal telescopio spaziale Hubble hanno rivelato un oggetto di 12ª magnitudine distante circa 4" da Eta Telescopii; dai calcoli l'oggetto è risultato essere una nana bruna di tipo spettrale M7V o M8V con una temperatura superficiale di circa 2600 K. Dista circa 192 UA dalla stella principale e la sua massa è compresa tra le 20 e le 50 volte quella di Giove.

## Osservazione
η Telescopii si trova nell'emisfero australe. La sua posizione è fortemente australe e ciò comporta che la stella sia osservabile prevalentemente dall'emisfero sud, dove si presenta circumpolare anche da gran parte delle regioni temperate; dall'emisfero nord la sua visibilità è invece limitata alle regioni temperate inferiori e alla fascia tropicale. Essendo di quinta magnitudine può essere scorta solo sotto cieli bui non afflitti da inquinamento luminoso.
Il periodo migliore per la sua osservazione nel cielo serale ricade nei mesi compresi fra maggio e settembre; tuttavia grazie alla declinazione australe della stella, nell'emisfero sud può essere osservata per gran parte dell'anno.

## Caratteristiche
Si tratta di una giovane stella con un'età di 12 milioni di anni, avente una massa oltre 3 volte quella del Sole e una temperatura superficiale di 11.941 K. L'osservazione di un eccesso di radiazione infrarossa suggerisce la presenza di un disco circumstellare di polvere avente un raggio orbitale di 24 UA e una cintura di asteroidi irrisolta a 4 UA dalla stella. Immagini successive hanno mostrato che non c'erano oggetti di 20 o più masse gioviane tra il disco e la nana bruna, portando i ricercatori Neuhäuser e colleghi a suggerire che la nana bruna avesse un'orbita eccentrica, e che se 200 UA fosse la sua distanza più lontana dalla principale, allora potrebbe arrivare fino a 71 UA al periastro, con semiasse maggiore di 136 AU.
Eta Telescopii ha una compagna, HD 181327, con cui condivide un comune moto proprio nella spazio, viste dalla Terra le due stelle appaiono distanti 7'. La compagna è una stella bianco-gialla di sequenza principale di tipo spettrale F6V e magnitudine apparente 7.0, e anch'essa è circondata da un proprio disco di detriti, il cui bordo interno, nettamente definito a 31 UA, suggerisce la presenza di un probabile pianeta tra 19 e 31 UA di distanza dalla stella.